# 伊藤麻菜美
伊藤 麻菜美（いとう まなみ、2月9日 - ）は、日本の声優、舞台女優。神奈川県出身。ゆーりんプロ所属。

## 人物
趣味には菓子作り、歌、手芸、ジャグリング、小動物とたわむれることをそれぞれ挙げている。
特技には珈琲をおいしく淹れること、洋裁をそれぞれ挙げている。

## 出演

### テレビアニメ
- 監獄学園（2015年、女子A）
- 推しが武道館いってくれたら死ぬ（2020年、横田文[3]）
- パズドラ（2020年、龍二ファンA）
- 遊☆戯☆王SEVENS（2020年）[4]

### ゲーム
- 妖怪百姫たん!（2016年、恋の味・キジムナー[5]）
- 感染×少女（2017年、落愛おぼれ[6]）
- ウチの姫さまがいちばんカワイイ（2018年、シェリア・ハープ）
- ART CODE SUMMONER（2020年、エドゥアール・マネ[7]）
- LOST JUDGMENT：裁かれざる記憶（2021年、小鳥遊舞夏）

### 舞台
- SORAism company第11回公演「トーラスギフト」（2012年12月21日 - 24日、d-倉庫）
- ゆーりんプロデュース公演 「裳の中の赤児」（2014年4月）
- 三越劇場創立90周年 三越夏休みファミリー劇場ミュージカル「人魚姫」（2017年7月22日 - 26日、三越劇場）[8]
- Musical Sense 3 「And the waltz goes on ～そしてワルツは続く…」（2017年4月16日、シダックスカルチャーホール）[9]
- 劇団BraveHearts ミュージカル「マキャベリスト」（2018年7月14日 - 16日、川崎市アートセンター アルテリオ小劇場）[10]
- 三越夏休みファミリー劇場 ミュージカル「アルプスの少女ハイジ」（2018年7月21日 - 26日、三越劇場）

### デジタルコミック
- その溺愛、お断りします（2019年、椎名梨子[11]）
- -50kgのシンデレラ （2020年[12]）
- 私が甲子園に連れてったる!!（2020年、ミク[13]）
- Reプレイボール（2021年、美汐柚津[14]）

### その他コンテンツ
- トヨタ・SOCIAL ROBOT ポコビィ
- 脳とこころの健康情報館
- 日本展示会協会 創立50周年記念ビデオ「大官大寺～仏 教の伝来と国づくり～」（タイガ）
- 独立行政法人 国立病院機構 中国四国グループ
- 誰でも出来る我が家の耐震診断（防災ナマズン）
- ブルーバッファロー（黒猫、黒パグ）
- ぱちんこCRぷよぷよ
- アンケートアド（ミツケル）
- 飛鳥宮～国家のはじまり～（タイガ）
- ふれあい戸田（テレビ埼玉、ちっくりん）
- ロームイルミネーション（ロミー）

## ディスコグラフィ

### キャラクターソング
| 発売日        | 商品名                                                                              | 歌      | 楽曲                                                          | 備考                                                             |
| ------------- | ----------------------------------------------------------------------------------- | ------- | ------------------------------------------------------------- | ---------------------------------------------------------------- |
| 2020年1月22日 | Clover wish                                                                         | ChamJam | 「Clover wish」                                               | テレビアニメ『推しが武道館いってくれたら死ぬ』オープニングテーマ |
| 2020年2月12日 | ずっと ChamJam                                                                      | ChamJam | 「ずっと ChamJam」 「ほっと♡サマーホリデー」 「Fall in Love」 | テレビアニメ『推しが武道館いってくれたら死ぬ』挿入歌             |
| 2020年4月1日  | 推しが武道館いってくれたら死ぬ オリジナルサウンドトラック                           | ChamJam | 「私たちが武道館にいったら」                                  | テレビアニメ『推しが武道館いってくれたら死ぬ』挿入歌             |
| 2023年5月10日 | 推しが武道館いってくれたら死ぬ コンプリートボーカルアルバム「きみのために生きてる」 | ChamJam | 「Aster wish」                                                | テレビアニメ『推しが武道館いってくれたら死ぬ』関連曲             |

### ユニットメンバー
1. ↑  五十嵐れお（本渡楓）、松山空音（長谷川育美）、伯方眞妃（榎吉麻弥）、水守ゆめ莉（石原夏織）、寺本優佳（和多田美咲）、横田文（伊藤麻菜美）、市井舞菜（立花日菜）